# Ломовка (Пермский край)
Ломовка — посёлок в Лысьвенском городском округе Пермского края России.

## Географическое положение
Посёлок расположен в южной части Лысьвенского городского округа на расстоянии примерно 11 километров по прямой на юго-запад от посёлка Кормовище, в двух километрах на восток от села Матвеево.

## История
Основан в начале 1950-х годов как центр Асовского леспромхоза, название дано по местной речке. В 1974 году контора леспромхоза переехала в Кормовище, закрылась больница, стали уезжать жители. 
С 2004 до 2011 года посёлок входил в Кормовищенское сельское поселение Лысьвенского муниципального района.

## Население
| 2010 |
| ---- |
| 251  |

Постоянное население составляло 347 человек (93 % русские) в 2002 году, 251 человек в 2010 году, 227 человек в 2018.

## Климат
Климат умеренно континентальный. Среднегодовая температура воздуха равна: +1,7 °C; продолжительность безморозного периода: 165 дней; средняя мощность снегового покрова: 50 см; средняя глубина промерзания почвы: 123 см. Устойчивый снежный покров сохраняется с первой декады ноября по последнюю декаду апреля. Средняя продолжительность снежного покрова 160—170 дней. Средняя из наибольших декадных высот снежного покрова за зиму — 50 см. Средняя максимальная температура самого жаркого месяца: +24,4 °C. Средняя температура самого холодного месяца: −17,4 °C.